# Говоне
Говоне (итал. Govone) је насеље у Италији у округу Кунео, региону Пијемонт.
Према процени из 2011. у насељу је живело 813 становника. Насеље се налази на надморској висини од 238 м.

## Становништво
| 1936. | 1951. | 1961. | 1971. | 1981. | 1991. | 2001. | 2011. |
| ----- | ----- | ----- | ----- | ----- | ----- | ----- | ----- |
| 3.191 | 2.745 | 2.331 | 2.113 | 2.006 | 1.960 | 1.922 | 2.157 |